# Callicostella maclaudii
Callicostella maclaudii là một loài rêu trong họ Pilotrichaceae. Loài này được (Paris & Broth.) Broth. mô tả khoa học đầu tiên năm 1907.